# Karen O
Karen Lee Orzolek (Busan, 22 de noviembre de 1978), más conocida como Karen O, es la vocalista y líder del grupo de indie / garage punk Yeah Yeah Yeahs.
Su padre es polaco y su madre coreana. Se mudó a Estados Unidos, donde creció en Englewood (Nueva Jersey). Asistió a la Universidad Oberlin, pero se transfirió a la Universidad de Nueva York, donde estudió en la Tisch School of the Arts. Actualmente vive en Los Ángeles.

## Carrera
Karen O. es la líder y vocalista de Yeah Yeah Yeahs. También se ha destacado por su sentido de la moda, con trajes extravagantes diseñados por su amiga Christian Joy. A principios de su carrera era aclamada por el público por su manera de ser en el escenario.
Playboy le hizo una oferta para posar en una portada de sus revistas pero Karen O. dijo al respecto: 
“Se me acercó pero le dije ¡Si!, ¿Quién sabe cuando? Tal vez lo haré en el futuro pero ahora no parece ser el momento adecuado”.
Desde entonces Karen declaró a la revista Associated Press que nunca lo haría debido al tipo de audiencia que atrae la revista.
Durante un concierto en Australia en 2003, accidentalmente cae del escenario y termina en el hospital. Días después con la pierna rota aparece en silla de ruedas empujada por su exnovio Angus Andrew. 
Karen ganó el premio como la mujer más sexy sobre el escenario según la revista Spin en 2004 y 2005. En 2006 fue declarada como la mujer más sexy del Rock por Blender. En 2007 Karen fue colocada en la posición número 3 entre las mejores mujeres del Rock  y en 2010 ganó un premio como la mujer más caliente de la música en la Revista NME. Fue nominada a un Golden Globe por la banda sonora de la película Donde viven los monstruos, junto a Carter Burwell, y también fue nominada en los Chicago Film Critics Association Awards y a un  Grammy.
En 2009 contribuyó en coros, gritos de animales y diferentes sonidos en las canciones Gemini Syringes, I Can Be A Frog y Watching the Planets de la banda The Flaming LipsEn 2011 prestó su voz a la canción Pinky's Dream de David Lynch. En 2012 colaboró con el grupo experimental Swans con la canción Song for a Warrior. También presta su voz en la canción GO! en Santigold's. 
Tim Burton en 2012 llama a Karen O para que se integre en la banda sonora de la película Frankenweenie, colaborando con la canción «Strange Love». También ha tenido participaciones musicales en otras películas, como en Jackass 3D y en The Girl with the Dragon Tattoo con una versión de la canción Immigrant Song de Led Zeppelin junto a Trent Reznor. Su última participación en película fue con versión The moon song para Her (Ella) de Spike Jonze, siendo nominada al Oscar 2014 como mejor canción original.

### Stop the Virgens
En octubre del 2012, Karen O. lanza a la luz lo que bien podría ser un nuevo álbum como solista, sin embargo declaró que era una representación de su vida. Stop the Virgens es una Ópera prima donde Karen O desde el 2007 lleva escribiendo canciones en secreto pero es hasta el 2012 donde se anima a darlas a conocer junto a su amigo K.K. Barrett. Karen declaró que esta Ópera prima es una representación de su vida, de lo que le ha pasado desde que se integró al mundo de la música. Este trabajo solo se pudo observar en la Ópera de Sídney.

### The KO At Home
El 10 de diciembre de 2006, un álbum casero titulado The KO At Home se filtró accidentalmente en Internet. El álbum, originalmente era un regalo personal a Dave Sitek de la banda de TV on the Radio de Nueva York, y fue descubierto dentro de una maleta de Dave Sitek dejada en un cuarto de hotel en Nueva York. Rápidamente se filtraron en Internet las 14 pistas del disco y un escaneo de la portada del disco: Una fotografía de Karen O, con un poema de Oscar Wilde escrito en la parte posterior de la fotografía.

### Vida personal
Es una persona alejada de los medios de comunicación, al igual que su banda Yeah Yeah Yeahs; es rara la ocasión en la que dan entrevistas o hablan de sus vidas privadas y cuando lo hacen es por medio de teléfono o revistas.
Sin embargo, se sabe que Karen O. le escribió la canción Maps a su exnovio Angus Andrew donde le pedía que no la dejara, muchos críticos dicen que Maps es el significado de My Angus Please Stay (Mi Angus, por favor, quédate) pero Karen no ha declarado nada. También estuvo en una relación con el productor Spike Jonze. Actualmente está casada desde 2011 con el director Barnaby Clay.

## Discografía

### Yeah Yeah Yeahs
- 2003: Fever to Tell.
- 2006: Show Your Bones.
- 2009: It's Blitz!.
- 2013: Mosquito.
- 2021: Cool It Down

### Como solista
Álbumes de estudio
- Crush Songs - Cult Records (5 de septiembre de 2014)

Sencillos
- "Rapt" (2015)

Apariciones
- Karen O & Squeak E. Clean - "Hello Tomorrow (Adidas Version)" (2005)
- Karen O con Trent Reznor & Atticus Ross - "Immigrant Song" (2011)
- David Lynch con Karen O - "Pinky's Dream" (2012)
- "Strange Love" - Frankenweenie Unleashed (Walt Disney Records, 2012)

### Como Karen O and The Kids
- Where The Wild Things Are.

## Premios y distinciones
Premios Óscar
| Año  | Categoría              | Canción         | Película | Resultado |
| ---- | ---------------------- | --------------- | -------- | --------- |
| 2014 | Mejor canción original | «The Moon Song» | Her      | Nominada  |